# Чубаров, Александр Сергеевич
Александр Сергеевич Чубаров — советский и российский офицер военной разведки, генерал-майор спецназа ГРУ в отставке, участник 39 боевых операций во время военных действий в республике Афганистан и вооруженного конфликта на территории Таджикистана. За свою жизнь успел послужить на благо Отечества  выполняя приказы Командования  СССР на территории  Афганистана и некоторых других стран, был прикомандирован к молодым правительствам  Узбекистана и  Таджикистана, для помощи в формировании армий и сил специальных операций, для борьбы с повстанцами.  В данной командировке выполняя задание Родины  занимая  должность заместителя министра обороны Таджикистана. На момент увольнения из вооруженных сил выполнял обязанности начальника группы миротворческой и антитеррористической деятельности штаба по координации военного сотрудничества государств-участников СНГ.

## Некоторые факты из биографии
- получил назначение в Главное разведывательное управление в марте 1984 года.
- прошел курс подготовки в 10-м управлении Министерства обороны СССР.
- проходил службу в Афганистане в звании майора и подполковника на должностях:
советника командира 466-го полка специального назначения 2-го армейского корпуса вооруженных сил Афганистана;
советника командира 38-й гвардейской десантно-штурмовой бригады специального назначения 3-го армейского корпуса вооруженных сил Афганистана.
- 19 сентября 1986 года вернулся из Афганистана в СССР.
- после распада СССР служил в 15-й бригаде спецназа ГРУ Туркестанского военного округа под командованием Владимира Квачкова.
- владеет несколькими восточными языками, в том числе — дари.
- В 2019 вышел фильм Сергея Бадюка #СтранаГероев: «Сергеич — Боевой Генерал»